# Rourea stenopetala
Rourea stenopetala är en tvåhjärtbladig växtart som först beskrevs av William Griffiths, och fick sitt nu gällande namn av Joseph Dalton Hooker. Rourea stenopetala ingår i släktet Rourea och familjen Connaraceae. Inga underarter finns listade i Catalogue of Life.